# دریاچه ایلیرنی
دریاچه ایلیرنی (انگلیسی: Ilirney) یک دریاچه در ناحیه خودگردان چوکوتکای کشور روسیه است.